# 스페이스 고스트 코스트 투 코스트
《스페이스 고스트 코스트 투 코스트》(영어: Space Ghost Coast to Coast)는 패러디 토크 쇼 형식을 취하고 있는 미국의 애니메이션 프로그램이다. 1960년대 해나 바베라의 카툰 등장인물인 스페이스 고스트가 진행을 맡았다.
첫 번째 시즌부터 여섯 번째 시즌은 카툰 네트워크에서, 일곱 번째 시즌과 여덟 번째 시즌은 어덜트 스윔에서 방영되었으며, 마지막 두 시즌은 게임탭을 통해 인터넷으로 공개되었다.